# Darius
Darius (do 1933 roku Rubiszki, lit. Rubiškė) – wieś na Litwie w rejonie kłajpedzkim, w starostwie Judrany (lit. Judrėnai). Do 1918 znajdowała się w powiecie Rosienie w guberni kowieńskiej. W latach 1918–1940 na Litwie kowieńskiej. Miejsce urodzin litewskiego lotnika Steponasa Dariusa, na cześć którego zmieniono nazwę wsi.

## Położenie
Darius znajduje się w pobliżu wsi Girininkai oraz Uždvaris i Užvėnai.